# Yuba Pass (Nevada County)
Der Yuba Pass, auch Yuba Gap, ist ein Gebirgspass in der Sierra Nevada an der Grenze des Nevada County und des Placer County, Kalifornien, USA. Er liegt etwa 30 km westlich des Donner Passes auf der Hauptroute des California Trails. Der Yuba Pass wird von der Interstate 80 und der Eisenbahnverbindung von Chicago über Reno nach Sacramento benutzt; letztere war Teil der ersten transkontinentalen Eisenbahn.
Es gibt noch einen weiteren Pass gleichen Namens im Sierra County, ebenfalls in der Sierra Nevada und im US-Bundesstaat Kalifornien. Der Yuba-Donner Scenic Byway passiert beide Pässe namens Yuba Pass.